# Sonnengasse 3
Sonnengasse 3 bezeichnet ein denkmalgeschütztes Gebäude in der rheinland-pfälzischen Stadt Speyer. Das Fachwerkhaus ist das ehemalige Gasthaus „Zur Sonne“ und war namensgebend für die Sonnenbrücke und die gleichnamige Gasse.

## Lage
Das Haus liegt im Speyerer Stadtviertel Hasenpfuhl nördlich der Sonnenbrücke. Die Gasse bildet hier einen kleinen Platz, an dem sich die ebenfalls denkmalgeschützten Häuser Sonnengasse 1 und 7 befinden.

## Geschichte
1232 wurde erstmals die Vorstadt überm Hasenpfuhl urkundlich genannt. Zehn Jahre später wurde auch die Nikolausbrücke erwähnt, ein zweibogiger spätmittelalterlicher Bau, der hier über den Speyerbach führt.
Die Häuser zu beiden Seiten der Brücke wurden 1689 im Pfälzischen Erbfolgekrieg zerstört und zwischen 1698 und 1702 wiederaufgebaut. Südlich entstand das Gasthaus „Zum Halben Mond“ (heute: Halbmond), gegenüberliegend das Gasthaus „Zur Sonne“. Die Brücke wurde dann als Sonnenbrücke bezeichnet. Der Hasenpfuhl war in der Zeit nach dem Wiederaufbau das Viertel der Fischer und Schiffmänner. Um 1735 wird Joh. Wilhelm Spatz als Wirt Zur goldenen Sonne genannt.
1927 erhielt das Gebäude einen Ladeneinbau, Architekt war Georg Schwarz. Das Haus wurde seitdem bestandserhaltend saniert. Gegenwärtig befindet sich im Erdgeschoss ein Laden für Schmuck (Stand 2017).

## Beschreibung
Das Wohnhaus des späten Barock ist zweigeschossig. Der Giebel mit freigelegter Fachwerkfassade und zwei Fensterachsen weist nach Süden. Die Ostseite hat drei Achsen und ist verputzt. Die Fenster haben noch ihre alte Teilung und Fensterläden. Das Erdgeschoss ist durch die späteren Umbauten zu Ladengeschäften geprägt. Im Satteldach wurden Gauben eingebaut.
Im Westen ist ein ähnliches Wohnhaus mit Versatz nach Norden angebaut, das Fachwerk ist jedoch vollständig verputzt.